# San Joaquín, Chiapa de Corzo
San Joaquín är en ort i Mexiko.   Den ligger i kommunen Chiapa de Corzo och delstaten Chiapas, i den sydöstra delen av landet, 700 km öster om huvudstaden Mexico City. San Joaquín ligger 435 meter över havet och antalet invånare är 145.
Terrängen runt San Joaquín är kuperad söderut, men norrut är den bergig. San Joaquín ligger nere i en dal. Runt San Joaquín är det ganska tätbefolkat, med 58 invånare per kvadratkilometer. Närmaste större samhälle är Tuxtla Gutiérrez, 10,6 km väster om San Joaquín. Omgivningarna runt San Joaquín är en mosaik av jordbruksmark och naturlig växtlighet.